# Dipnoi
I dipnoi, conosciuti anche come Coanoitti (o pesci polmonati), sono una sottoclasse di pesci ossei della classe Sarcopterigi, comparsa nel Devoniano almeno 400 milioni di anni fa.

## Descrizione
I dipnoi moderni hanno tutti un corpo allungato; una singola pinna caudale ingloba le corrispondenti pinne dorsali, caudali e anali di altre specie di pesci.
Importante caratteristica dei dipnoi è la presenza di coane (fosse nasali) e di un primitivo polmone che consente loro di incamerare ossigeno direttamente dall'aria in alternativa alla normale respirazione con le branchie. Nei dipnoi, inoltre, la disposizione delle ossa rende più robusta l'articolazione degli arti anteriori e posteriori, e si distingue una prima separazione tra la circolazione sanguigna generale e quella polmonare. 
Le specie fossili di dipnoi mostrano anche la possibile ossificazione del cranio, una caratteristica che è andata perduta nelle specie moderne. Viceversa, la dentizione dei dipnoi moderni (file successive di denti disposti a ventaglio) non trova corrispondenti in nessun'altra specie di vertebrati.
Le specie africane e sudamericane di dipnoi moderni hanno caratteristiche simili tra loro, mentre quelle australiane sembrano avere un antenato comune più lontano nel tempo rispetto agli altri dipnoi tuttora viventi. 
Ad esempio, mentre le specie australiane possono respirare aria solo per un periodo limitato di tempo, le specie africane e sudamericane sono in grado di sopravvivere a lunghi periodi di siccità (anche quattro anni) seppellendosi nel fango del fondale e sigillandosi in una specie di tana circondata da muco protettivo. Una volta nella tana questi dipnoi respirano direttamente l'aria esterna e riducono fortemente il proprio metabolismo: in questo stato i pesci si limitano a consumare le proprie riserve di grasso entrando in una specie di letargo (estivazione) durante il quale i prodotti di scarto del metabolismo sono convertiti in urea, invece che in ammoniaca. 
La specie sudamericana, il Lepidosiren paradoxa, si distingue per un'altra caratteristica: il genoma più lungo di qualsiasi altro organismo al mondo. Il suo genoma, infatti, ha una lunghezza di ben 91 Gb, pari a 30 volte quello umano.
È noto che almeno una specie di dipnoo fossile (Gnathorhiza, vissuto nel Permiano) costruisse tane nel fango in modo simile a quello delle specie attuali, anche se tuttora non è chiaro se la costruzione di tane sia stata trasmessa da questa specie fossile a quelle attuali, oppure se possa trattarsi di un fenomeno di convergenza evolutiva.

## Evoluzione
Si ritiene che ebbero la loro massima diffusione nel Triassico: i resti fossili suggeriscono che i dipnoi fossero diffusi nelle acque dolci di tutta la Pangea.
Si ritiene che i pesci crossopterigi, da cui derivano direttamente gli anfibi, si siano distaccati molto presto da un primitivo ramo dei dipnoi. I crossopterigi si differenziano dai dipnoi per le abitudini esclusivamente marine e la differente organizzazione delle ossa del cranio.
Altra caratteristica rilevante dei dipnoi africani e sudamericani è la pinna archipterigia, considerata l'antenata degli arti degli anfibi e degli altri tetrapodi terrestri. Sebbene si sia pensato per molto tempo che i veri antenati dei tetrapodi fossero i Ripidisti (che possedevano appendici pari più simili ad arti che a pinne) e non i Dipnoi (privi di denti di tipo labirintodonte e di articolazione intracranica presenti invece nei Ripidisti) recenti ricerche di biologia molecolare hanno riportato in auge la teoria che vede i Dipnoi e non i Ripidisti come veri antenati dei tetrapodi.
Grazie a questo tipo di pinne, carnose e sostenute da alcune ossa, alcune specie di dipnoi sono in grado di sostenere il proprio peso e di camminare appoggiandosi ai fondali sommersi.

## Riproduzione
I dipnoi si riproducono solo in acqua. Depongono uova di 2 o 3 millimetri di diametro, ricoperte di gelatina, che si schiudono dopo 3 o 4 settimane. Le larve hanno alcune caratteristiche simili a quelle degli anfibi.

## Classificazione
Attualmente ne sopravvivono solo sei specie, appartenenti a due ordini raggruppati in tre famiglie. Le famiglie sono:
- Neoceratodontidae
- Lepidosirenidae
- Protopteridae

che vivono nelle acque dolci delle paludi dell'Amazzonia (Lepidosiren paradoxa), dell'Australia (Neoceratodus forsteri) e dell'Africa (genere Protopterus).